# 泪滴花耳
泪滴花耳（学名：Dacrymyces lacrymalis）是属于花耳目花耳科花耳属的一种真菌，生长在阔叶树或针叶树朽木上。该种分布于中国、法国、英国、新西兰等地。